# Amblystegium camisassae
Amblystegium camisassae är en bladmossart som beskrevs av Tosco och Piovano 1956. Amblystegium camisassae ingår i släktet Amblystegium och familjen Amblystegiaceae. Inga underarter finns listade i Catalogue of Life.